# Tòfola
Tòfola es un cultivar de higuera de tipo higo común Ficus carica, unífera (con una sola cosecha por temporada, los higos de otoño). Esta variedad es agronómicamente rarísima, puesto que produce dos tipos de higo en la misma rama, en el mismo brote, que maduran al tiempo, y son muy diferentes unos y otros. Con los higos  «A» de epidermis con color de fondo amarillo, y con sobre color morado, los higos  «B» de epidermis con color de fondo verde oscuro, y con sobre color morado. Se cultiva en la colección de higueras de Montserrat Pons i Boscana en Llucmajor (España).

## Sinonimia
- “Tófoles”,[4][6][7]

## Historia
Actualmente la cultiva en su colección de higueras baleares Montserrat Pons i Boscana, rescatada de un ejemplar o higuera madre localizada en el predio de "na Tòfola", en el término de Campos, cultivada en un terreno de sementera de cereales, siendo un ejemplar viejo decadente con la copa deforme, el ramaje esparcido alargado y colgando. Esta variedad es agronómicamente rarísima, puesto que produce dos tipos de higo en la misma rama, en el mismo brote, que maduran al tiempo, y son muy diferentes unos y otros.
La variedad 'Tòfola' es poco conocida y cultivada, originaria de Campos siendo uno de los poco ejemplares que conocemos de esta variedad, y no es conocida ni en su entorno. No nos han podido aclarar el nombre antiguo, por lo que el grupo de expertos de Monserrat Pons la ha denominado con el topónimo de donde es originaria y cultivada «na Tòfola».

## Características
La higuera 'Tòfola' es una variedad unífera de tipo higo común de una sola cosecha por temporada, los higos de otoño. Árbol de vigorosidad elevada, y un buen desarrollo en terrenos favorables, copa redondeada muy apretada, con notable emisión de rebrotes. Sus hojas son de 3 lóbulos en su mayoría, 1 lóbulo (15-20%), y pocas de 5 lóbulos. Sus hojas con dientes presentes márgenes dentados poco marcados. 'Tòfola' tiene mucho desprendimiento de higos tanto en «A» como en «B», con un rendimiento productivo mediano y periodo de cosecha medio. La yema apical cónica de color verde amarillento.
Los frutos de la higuera 'Tòfola' son en los frutos «A» de un tamaño de longitud x anchura:26 x 36mm, con forma ovoidal, los higos son de tamaño mediano, en los frutos «B» de un tamaño de longitud x anchura:36 x 48mm, con forma ovoidal, y un tamaño grande. Sus frutos son simétricos en la forma, y uniformes en las dimensiones, sin frutos aparejados y sin formaciones anormales, de unos 26,2 gramos en promedio, cuya epidermis en «A» es gruesa, consistencia fuerte y en «B» es delgada, consistencia blanda, con los higos  «A» de epidermis con color de fondo amarillo, y con sobre color morado, los higos  «B» de epidermis con color de fondo verde oscuro, y con sobre color morado. Ostiolo «A» de 1 a 2 mm con escamas blancas pequeñas, y ostiolo «B» de 3 a 5 mm con escamas oscuras. Pedúnculo «A» de 2 a 5 mm cónico verde claro, Pedúnculo «B» de 0 a 2 mm, cilíndrico verde oscuro. Con un ºBrix (grado de azúcar) en «A» de 14 de sabor soso, insípido, con color de la pulpa rojo intenso, y en «B» con un ºBrix de 25 de sabor dulce, y jugoso, con color de la pulpa granate. En «A» con cavidad interna mediana, costillas poco marcadas, y con grietas ausentes, en «B» con cavidad interna ausente, costillas marcadas, y con grietas longitudinales escasas. Con aquenios pequeños en tamaño y pocos en cantidad. Los frutos maduran con un inicio de maduración de los higos sobre el 4 de septiembre a 18 de octubre. Cosecha con rendimiento productivo mediano, y periodo de cosecha largo.
Se usa en alimentación humana en fresco. Difícil abscisión del pedúnculo y buena facilidad de pelado. Son resistentes a las lluvias, y a la apertura del ostiolo. Ambas con mucha facilidad al desprendimiento del árbol cuando maduran.

## Cultivo
'Tòfola', se utiliza en alimentación humana en fresco, y en alimentación animal ovino y porcino. Se está tratando de recuperar de ejemplares cultivados en la colección de higueras baleares de Montserrat Pons i Boscana en Llucmajor.